# Convención política

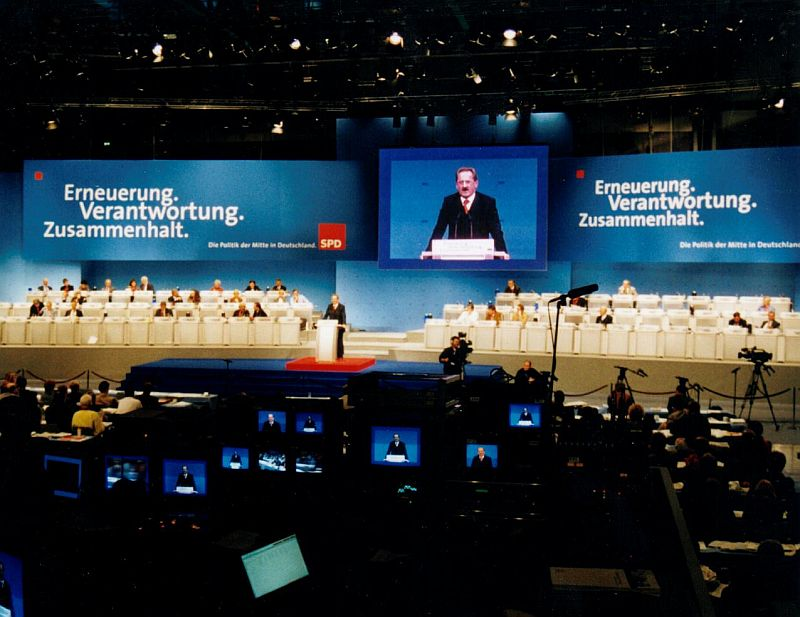
Convención política del Partido Socialdemócrata de Alemania en Nuremberg, 2001

En el ámbito de la política, se denomina convención política a una reunión de un partido político, por lo general con el objetivo de elegir los candidatos del partido.
En los Estados Unidos, una convención política por lo general es el nombre que se le da a la convención de nominación presidencial, aunque también puede designar a las convenciones de nominación a nivel del estado, condado, o del congreso del distrito. En Canadá, una convención política es en la cual se elige al líder del partido y también es llamada convención de liderazgo. El nuevo líder de un partido puede entonces llegar a ser designado primer ministro.
El artículo V de la Constitución de Estados Unidos también incluye condiciones para elegir convenciones nacionales de los Estados Unidos para proponer enmiendas constitucionales, y/o convenciones a nivel estado para ratificar las enmiendas. (Este último método fue utilizado solo una vez para la 21ava Enmienda a la Constitución de EE. UU.; el primero nunca fue usado.)
En otros países, las reuniones nacionales de los partidos políticos a veces son denominadas congresos partidarios, o conferencias del partido, o "Parteitag" en Alemania.